# お別れホスピタル
『お別れホスピタル』（おわかれホスピタル）は、沖田×華による日本の漫画。『ビッグコミックスピリッツ』（小学館）にて、2018年4・5合併号から月一で連載中。療養病棟を舞台とした作品。2022年5月時点で紙と電子書籍を合わせた累計部数が65万部を突破している。
2024年2月より、NHK総合にてテレビドラマが放送された。

## 登場人物

### △×病院関係者
辺見 歩（へんみ あゆみ）
本作の主人公。終末期病棟で働き始めて2年目になる看護師。温厚で明るく、患者想いな心優しい性格。32歳。母子家庭で妹がいるが、妹は中学時代のイジメが原因で鬱病になり、摂食障害を患っていて引きこもりである。その為家族とは疎遠である。
広野 誠二（ひろの せいじ）
医師。インドア派でゲーム好きである。
赤根 涼子（あかね りょうこ）
主任看護師。歩と仲のいい先輩で、非常に有能で仕事熱心なキャリアウーマン。バツ1子持ちで30代後半に見えるが43歳である。ベビースモーカーで酒豪で耳が弱い。高校三年生の一人息子はアニメオタクでおっとりした大人しく心優しい性格で、自立しており、家事全般が得意で料理上手である。美人だが看護師らしく非常に気が強く、彼女が出勤の日はどんなに問題のある患者もたちまち大人しくなる程である。看護師としての責任感や正義感も持ち合わせており、男尊女卑な患者や問題看護師にも嫌悪感をあらわにしていた。

## 書誌情報
- 沖田×華 『お別れホスピタル』 小学館 〈ビッグコミックス〉、既刊14巻（2025年5月30日現在）
  1. 2018年8月9日発売[6][7]、ISBN 978-4-09-860057-1
  2. 2019年4月26日発売[8]、ISBN 978-4-09-860302-2
  3. 2019年10月11日発売[9]、ISBN 978-4-09-860447-0
  4. 2020年4月10日発売[3]、ISBN 978-4-09-860599-6
  5. 2020年10月14日発売[10]、ISBN 978-4-09-860809-6
  6. 2021年4月30日発売[11]、ISBN 978-4-09-861096-9
  7. 2021年11月30日発売[12]、ISBN 978-4-09-861190-4
  8. 2022年5月30日発売[4]、ISBN 978-4-09-861339-7
  9. 2022年11月30日発売[13]、ISBN 978-4-09-861472-1
  10. 2023年6月29日発売[14]、ISBN 978-4-09-861710-4
  11. 2024年1月30日発売[15]、ISBN 978-4-09-862620-5
  12. 2024年5月30日発売[16]、ISBN 978-4-09-862797-4
  13. 2024年11月28日発売[17]、ISBN 978-4-09-863104-9
  14. 2025年5月30日発売[18]、ISBN 978-4-09-863424-8

## テレビドラマ
2024年2月3日から2月24日までNHK総合の「土曜ドラマ」枠にて放送された。主演は岸井ゆきの。

### キャスト

#### 「みさき総合病院」療養病棟 医療チーム
辺見歩（へんみ あゆみ）
演 - 岸井ゆきの
終末期病棟で勤務する看護師。
広野誠二（ひろの せいじ）
演 - 松山ケンイチ
非常勤で一般病棟からやってきた医師。
赤根涼子（あかね りょうこ）
演 - 内田慈
看護師。
三木康子（みき やすこ）
演 - 仙道敦子
看護師。
南啓介
演 - 長村航希
ケアワーカー。
山田聖恵（やまだ きよえ）
演 - 円井わん
看護師。
桜井朋美
演 - 山本裕子
ケアワーカー。
谷山衛
演 - 国広富之
医師。

#### 入院患者とその家族
安田虎太郎（やすだ こたろう）
演 - 木村祐一
本庄昇（ほんじょう のぼる）
演 - 古田新太
大土屋次郎（おおとや じろう）
演 - きたろう
山崎亜紀子（やまざき あきこ）
演 - 丘みつ子
幸村ヨシ（ゆきむら ヨシ）
演 - 根岸季衣
佐古ひとみ（さこ ひとみ）
演 - 大後寿々花
福山ハル（ふくやま ハル）
演 - 樫山文枝
池尻奈津美（いけじり なつみ）
演 - 木野花
久田今日子（ひさだ きょうこ）
演 - 高橋惠子
佐古寛子（さこ ひろこ）
演 - 筒井真理子
水谷久美（みずたに くみ）
演 - 泉ピン子
太田玲子
演 - 松金よね子
野中正美
演 - 白川和子
水谷良太郎
演 - 田村泰二郎
水谷良正
演 - 黒田大輔
久田勝
演 - 小林勝也
佐々木詩織
演 - 鷲尾真知子
佐々木兼次
演 - 中村シユン
みっくん
演 - 渋谷そらじ
幸村栄一
演 - 奥田洋平
礼香
演 - 梅舟惟永
福山幸造
演 - 平原テツ

#### 辺見家
辺見加那子（へんみ かなこ）
演 - 麻生祐未
歩の母。
辺見佐都子（へんみ さとこ）
演 - 小野花梨
歩の妹。摂食障害者。

#### その他
赤根貴之
演 - 丈太郎
涼子の息子。
カウンセラー
演 - 占部房子
大将
演 - 多田木亮佑
焼き鳥屋。
石井修司
演 - 田村健太郎
池尻家の弁護士。
医師
演 - 町田マリー
福山ハルの病状について意見を述べる。
救急医
演 - 丹羽貞仁
心停止した水谷久美を搬送する。

### スタッフ
- 原作 - 沖田×華『お別れホスピタル』（小学館ビッグコミックス刊）
- 連載 - 小学館『ビッグコミックスピリッツ』
- 脚本 - 安達奈緒子[19]
- 音楽 - 清水靖晃[19]
- 演出 - 柴田岳志[19]、笠浦友愛[19]
- 制作統括 – 小松昌代（NHKエンタープライズ）[19]、松川博敬（NHK）[19]
- プロデューサー - 家冨未央[32]

### 放送日程
| 話数   | 放送日  | サブタイトル        | 演出     |
| ------ | ------- | ------------------- | -------- |
| 第1話  | 2月03日 | 死ぬってなんだろう  | 柴田岳志 |
| 第2話  | 2月10日 | 愛は残酷            | 柴田岳志 |
| 第3話  | 2月17日 | サンタさんはいるの? | 笠浦友愛 |
| 最終話 | 2月24日 | 未来のわたし        | 笠浦友愛 |

| NHK総合 土曜ドラマ                                            | NHK総合 土曜ドラマ                          | NHK総合 土曜ドラマ                    |
| 前番組                                                        | 番組名                                      | 次番組                                |
| ------------------------------------------------------------- | ------------------------------------------- | ------------------------------------- |
| デフ・ヴォイス 法廷の手話通訳士 （2023年12月16日 - 12月23日） | お別れホスピタル （2024年2月3日 - 2月24日） | パーセント （2024年5月11日 - 6月1日） |